# Альвеновские волны
Альве́новские во́лны — поперечные магнитогидродинамические плазменные волны, распространяющиеся вдоль силовых линий магнитного поля. Вызываются низкочастотными электромагнитными волнами в плазме, распространяющимися вдоль постоянного магнитного поля. При этом плазма также приходит в движение за счет энергии электромагнитного поля, что приводит к многократному понижению скорости распространения волны. Названы в честь шведского астрофизика Xаннеса Альвена, предсказавшего в 1942 году их существование. Скорость распространения таких волн даётся формулой (в гауссовой системе, ):
{\displaystyle v={\frac {H}{\sqrt {4\pi \rho }}}}
Играют важную роль в ионосферах Земли, Солнца и других астрономических объектов.
Их исследование у Солнца является одной из научных задач солнечного зонда «Паркер».